# Liste des partis politiques en Algérie
 (juin 2024).
- Si vous ne connaissez pas le sujet, laissez ce bandeau (vous pouvez alors contacter les auteurs).
- Si vous supprimez le contenu mis en cause (vous pouvez préalablement contacter les auteurs),

argumentez précisément cette suppression dans la page de discussion
(un manque de référence n'est pas un argument ; une recherche réelle de référence doit avoir été effectuée, être formellement documentée).
Durant la colonisation française, l'Algérie a connu plusieurs expériences politiques et l'émergence de différents partis (mouvement Jeunes Algériens, Étoile Nord Africaine, PPA, MTLD...). À l'indépendance en 1962, le FLN a été le parti unique au pouvoir. Suite aux événements d'octobre 1988, une réforme constitutionnelle en 1989 a ouvert le système politique vers le multipartisme.
Depuis, les différents partis doivent le plus souvent former des coalitions pour pouvoir gouverner. La constitution algérienne (de 1996 et des suivantes) permet la création de n'importe quel parti politique sous certaines conditions : « Les partis politiques ne peuvent être fondés sur une base religieuse, linguistique, raciale, de sexe, corporatiste ou régionale. […] Toute obédience des partis politiques, sous quelque forme que ce soit, à des intérêts ou partis étrangers, est proscrite. Aucun parti politique ne peut recourir à la violence ou à la contrainte, quelles que soient la nature ou les formes de celles-ci ». Cependant, plusieurs partis ne sont pas autorisés et attendent leurs agréments depuis des années.

## Avant l'indépendance
Plusieurs tendances politiques sous la forme de partis politiques « indigènes » ont vu le jour en situation coloniale.
- Mouvement des Jeunes-Algériens (Cherif Benhabiles, Benthami Belkacem, Emir Khaled)
- ENA (Étoile nord-africaine) (Messali Hadj, Amar Imache)
- PCA (Parti communiste algérien)
- PPA (Parti du peuple algérien) (Messali Hadj)
- MTLD (Mouvement pour le triomphe des libertés démocratiques) (Messali Hadj)
- MNA (Messali Hadj)
- UDMA (Union démocratique du manifeste algérien) (Ferhat Abbas)
- FEC (Fédération des Elus du Constantinois) (Mohammed Salah Bendjelloul)
- UPA (Union Populaire Algérienne) (Ferhat Abbas)
- Association des oulémas musulmans algériens (Abdelhamid Ibn Badis, Tayeb El Okbi, Mohamed Bachir El Ibrahimi)
- SFIO (Section française de l'Internationale ouvrière) : fédérations algériennes
- FLN

## Période du parti unique (FLN)
En 1962, le président Ben Bella prône la nécessité de reconvertir le Front de libération nationale (FLN) en parti unique de gouvernement . Plusieurs partis politiques sont alors interdits. Le PCA est interdit le 29 novembre 1962 , il se reformera en partie sous le nom du parti de l'avant-garde socialiste (PAGS) en 1966. Le Parti de la révolution socialiste (PRS) de Mohamed Boudiaf sera interdit le 30 août 1963. Un décret 63-297 du 14 août 1963 stipulera alors que les associations à caractère politique sont interdites. Le PPA de Messali Hadj n'aura pas d'agrément en 1963. Les hommes politiques les plus influents sont emprisonnés et/ou s'exilent à l'étranger (Mohamed Boudiaf, Hocine Ait Ahmed, Ferhat Abbes, Krim Belkacem...).
Dans les années 1970, les associations à caractère politique ne pouvaient être créées qu'avec l'autorisation du parti unique, comme le stipule l'article 23 de l'ordonnance 71-79: « Les associations à caractère politique sont créées par décision des instances suprêmes du parti » .
L'article 94 de la constitution algérienne du 22 novembre 1976 disposait: « Le système institutionnel algérien repose sur le principe du Parti unique » et l'article 95 stipulait:  « Le Front de libération Nationale est le Parti unique du pays » .

### Partis clandestins
- FFS (Front des forces socialistes) (Hocine Aït Ahmed et Ali André Mécili) (1963)
- PRS (Parti de la Révolution Socialiste) (Mohamed Boudiaf) (1963)
- RPA (Rassemblement du peuple algérien) (les proches de Ferhat Abbas) (1963)
- PAGS (Parti de l'avant-garde socialiste) (Bachir Hadj Ali) (1966)
- MDRA (Mouvement pour la défense de la révolution algérienne) (Krim Belkacem) (1967)
- MDA (Mouvement pour la démocratie en Algérie) (Ahmed Ben Bella) (créé en 1982)
- PPA (Parti du peuple algérien) (Messali Hadj)
- ORT (Organisation révolutionnaire des travailleurs)
- OST (Organisation socialiste des travailleurs)
- GCR (Groupe communiste révolutionnaire)
- MCA (Mouvement communiste algérien)
- PSBA (Parti socialiste baas arabe d'Algérie)

## Débuts du multipartisme
À la suite des événements du 5 octobre 1988, la nouvelle constitution du 28 février 1989 consacra à travers l'article 40 « Le droit de créer des associations à caractère politique est reconnu ».
Depuis plusieurs partis politiques ont été agréés.

### 1989
- PAGS (Parti de l'avant-garde socialiste), 04-09-89, (Bachir Hadj Ali)
- RCD (Rassemblement pour la culture et la démocratie), 06-09-89 ,(Saïd Saadi)
- FIS (Front islamique du salut), 06-09-89 (Abbassi Madani)
- PRA (Parti du renouveau algérien), 15-11-89, (Noureddine Boukrouh)
- FFS (Front des forces socialistes), 29-11-89 (Hocine Aït Ahmed)
- MDRA (Mouvement Démocratique pour le Renouveau Algérien), 24-01-90 (Slimane Amirat)
- PCA (Parti communiste algérien)
- PNSD (Parti national pour la solidarité et le développement), 06-09-89, (Ramdane Allaoua)(Rabah Bencherif)
- PSL (Parti Social Libéral), 15-11-89, (Ahmed Khelil)
- PSD (Parti Social Démocrate), 16-08-89 (Abderahmane Adjerid)
- PR (Parti Républicain), (ex-PAP), 22-11-89, (Miloud Nouari)
- UFD (Union des Forces Démocratiques), 22-11-89, (Ahmed Mahsas)
- PUP (Parti de l'Union Populaire), 29-11-89, (Djamel Eddine Habibi)
- FSN (Front du Salut National), (ex-FNR), 29-11-89 (Mohamed Zine Charifi)
- PAHC (Parti Algérien pour l'Homme Capital), 13-12-89, (Malek Hachache)
- PNA (Parti National Algérien), 15-11-89, (Noureddine Houam)
- PPA (Parti du peuple algérien) : refusé

### 1990
- Organisation socialiste des travailleurs (OST) (Mustapha Benmohamed) qui devient PT (Parti des Travailleurs), 29-03-90/24-01-90.
- MAJD (Mouvement algérien pour la justice et le développement), 30-03-91 (Kasdi Merbah)
- MDA (Mouvement pour la démocratie en Algérie), 29-03-90. (Ahmed Ben Bella)
- Mouvement EL OUMMA, 12-09-90, (Benyoucef Benkhedda)
- MRI Nahda (Mouvement de la renaissance islamique), 19-12-90 (Abdallah Djaballah)
- UNFP (Union Nationale des Forces pour le Progrès), 24-01-90, (Bouabdallah et Mentalechta)
- PUAID (Parti de l'Union Arabe Islamique Démocratique), 24-01-90, (Belhadj Khelil)
- APUA (Association Populaire pour l'Unité et l'Action), 31-01-90. (Allalou El Mahdi Abbas)
- PRAI (Parti du Rassemblement Arabo-Islamique), 12-09-90, (Ali Zeghdoud), devient RA (Rassemblement algérien)
- MFAI (Mouvement des Forces Arabo-Islamiques), 19-09-90 qui devient le MEN (Mouvement de l'entente nationale) en 1998 (Mohamed Hammouma)
- PPD (Parti Progressiste Démocrate), 09-08-90 (Saci Mabrouk)
- UPA (Union du Peuple Algérien), 07-11-90 (Rachid Benzaim)
- ANDI (Alliance Nationale des Démocrates Indépendants), 07-11-90 (Toumi Mustapha Kamel)
- FDU (Front du Djihad pour l'Unité), 19-12-90 (Saad Mohamed)
- AJL (Alliance pour la Justice et la Liberté), 26-12-90 (Laouar Ali Amar)
- PRP (Parti Républicain Progressiste), 12-09-90.
- MJD (Mouvement de la Jeunesse Démocratique), 12-09-90
- MPS (Mouvement de la société pour la paix), 6 décembre 1990
- FGI (Front des Générations de l'Indépendance), 26-12-90
- Hizballah (Jamal Eddine Bardi): refusé

### 1991
- Hamas MSP (Mouvement de la société pour la paix), 01-05-91 (Mahfoud Nahnah)
- Ahd 54, 07-08-91, (Ali Fawzi Rebaine)
- GD (Génération Démocratique), 13-02-91, 37) (Hattabi Sid Ali)
- UDL (Union pour la Démocratie et les Libertés), 20.02.91 (Boukhalfa Moula)
- PSJT (Parti Science, Justice et travail), 20-02-91 (Ahmed Tidjani Meskaldji, Maamar Boudida)
- MSA (Mouvement Social pour l'Authenticité), 20-02-91 (Meziane Bakkouche) devient RPA (Rassemblement pour l'Algérie) en 1998
- PAJP (Parti pour la Justice et le Progrès), 17-04-91 (Benkemmoukh Mohammed)
- FAAD (Front pour l'Authenticité Algérienne Démocratique), 17-04-91 (Salah Kabri)
- PEL (Parti Ecologie et Liberté), 08-05-91 (docteur Smail Boulbina)
- PJS (Parti de la Justice Sociale), 24-07-91 (Ghrissi Aloui Ammar)
- RNA (Rassemblement National Algérien), 14.08.91 (Abdelkader Belhai)
- OFARIL (Organisation  des Forces de l'Algérie Révolutionnaire Islamique Libre), 09-10-91 (Benmalek Ahmed)
- RNP (Rassemblement National pour le Progrès), 09-10-91 (Abdelwaheb Bouchoukh)
- Hizbolhaq (Parti de la vérité), 30-10-91 (Mohand A. Ainouche)
- FFD (Front des forces démocratiques), 24-11-91 (Abdelhafid Yaha)
- JMC (El Djazair Musulmane Contemporaine), 24-07-91.
- ALP (Algerian Libéral Party), 17-04-91
- FFP (Front des Forces Populaires), 07-08-91.
- RUN (Rassemblement pour l'Unité Nationale), 14-08-91, devient FNIC (Front National des Indépendants pour la Concorde)
- RJN (Rassemblement des Jeunes de la Nation), 30-11-91.
- MRI (Mouvement de la Rissala Islamique), 09-11-91.
- MAND (Mouvement pour l'Avenir National et la Démocratie), 10-12-91.
- AI (Amane Islamique), 16-12-91[6],[7]

### 1995
- ANR (Alliance nationale républicaine), (Redha Malek)

### 1997
- RND (Rassemblement national démocratique) (Ahmed Ouyahia) حزب التجمع الوطني الديمقراطي الجزائري
- Mouvement El Infitah (Omar Bouacha)
- MNE (Mouvement national d'espérance), (Mohamed Hadef)

### 1998
- MDS (Mouvement démocratique et social) (El Hachemi Cherif)
- RPR (Rassemblement patriotique républicain), (Abdelkader Merbah)

### 1999
- FNA (Front national algérien), (Moussa Touati)
- Al Islah MRN (Mouvement pour la réforme nationale), (Abdallah Djabballah) , 14-01-1999

### 2011
- Le mouvement de la CNCD (Coordination nationale pour le changement et la démocratie)
- Alliance nationale pour le changement
- CNDDC « Mouvement des jeunes chômeurs du sud » (Comité national pour la défense des droits des chômeurs)
- PNA (Parti National Algérien), (Youcef Hamidi) الحزب الوطني الجزائري
- FC (Front du changement), (Abdelmajid Menasra) (dissous en 2017)

### 2012
- TAJ (Tadjamou Amel Al Djazäir) (Rassemblement de l'espoir de l'Algérie), (Amar Ghoul) تجمع أمل الجزائر
- Jil Jadid (Soufiane Djilali) حزب جيل جديد
- Alliance de l'Algérie verte (Mouvement de la société pour la paix HAMAS, le Mouvement pour la réforme nationale El Islah et le Mouvement de la renaissance islamique Ennahdha) تكتل الجزائر الخضراء
- PFJ (El Fadjr el Jadid), (Tahar Benbaïbeche) حزب الفجر الجديد
- PEP (Parti de l'équité et de la proclamation) (Naima Salhi) حزب العدل و البيان
- FND ou PND (Front national démocratique ou parti national démocratique), (Baha-Eddine Tliba)(Saci Mabrouk) حزب الجبهة الوطنية الديمقراطية
- FJD Adala (Front pour la justice et le développement) (Abdallah Djaballah) جبهة العدالة و التنمية
- UDR (Union pour la démocratie et la république) devenu MPA (Mouvement populaire algérien) (Amara Benyounes) الحركة الشعبية الجزائرية
- Front El Moustakbal FM (Front de l'avenir) (Abdelaziz Belaïd) جبهة المستقبل
- FDL (Front démocratique libre) (Brahimi Rabah) الجبهة الديمقراطية الحرة
- PALD (Parti algérien pour la liberté et la démocratie) (Halim Baghdad) الحزب الجزائري للحرية والديمقراطية
- PJD (Parti de la jeunesse démocratique) (Salim Khalfa) حزب الشباب الديمقراطي
- PJ (Parti des jeunes) (Hamana Boucherma) حزب الشباب
- PLJ (Parti pour la liberté et la justice) (Djamel Benziadi[8]) حزب الحرية و العدالة
- Parti Dignité (El Karama) - (Mohamed Daoui[9]) حزب الكرامة
- PLD (ex-MDSL) (Parti pour la laïcité et la démocratie) (Mustapha Hadni[10]) حزب العلمانية و الديمقراطية
- PFP (Parti des fidèles à la patrie) (Mostefa Kamel) حزب الأوفياء للوطن
- FNL (Front national pour les libertés) (Mohamed Zerrouki ) الجبهة الوطنية للحريات
- FNAL (Front national de l'authenticité et des libertés ) (Abdelhamid Djeldjli ) الجبهة الوطنية للأصالة والحريات
- PPL (Parti patriotique libre) (Tarek Yahiaoui)الحزب الوطني الحر
- FMN (Front du militantisme national) (Abdellah Haddad) جبهة النضال الوطني
- UFDS (Union des forces démocratiques et sociales) (El Itihad) اتحاد القوى الديمقراطية والاجتماعية (Abderrahmane Salah secrétaire gébéral en mai 2024[11]
- URN (Union de rassemblement national) (Hamidi Houari) الإتحاد للتجمع الوطني
- FJDC (Front de la jeunesse démocratique pour la citoyenneté) (Ahmed Gouraya) جبهة الشباب الديمقراطي للمواطنة
- El Binaa (Mouvement de construction nationale) (Abdelkader Bengrina) حركة البناء الوطني
- PADS (Parti algérien pour la démocratie et le socialisme)الحزب الجزائري لي الدمقراطية و الاشتراكية
- El Wassit Essiyassi (Le Parti centriste ) (Ahmed Laroussi Rouibat) حزب الوسيط السياسي
- PC ou PCA (Parti des centristes algériens) (Mehdi Abbas Allalou)
- PVA (Parti de la voie authentique) (El Khat El Assil) حزب الحظ الأصيل
- PAVD (Parti Algérien Vert pour le Développement) الحزب الجزائري الأخضر للتنمية
- PED (Parti Ennour algérien) (En Nour El Djezaïri) حزب النور الجزائري
- FAN (Front pour une Algérie nouvelle) (Djamel Ben Abdeslam[12]) جبهة الجزائر الجديدة
- FCN (Front du changement national) جبهة التغيير
- MCL ou MNL (Mouvement des citoyens libres) حركة الوطنيين الأحرار
- FNJS (Front national pour la justice sociale) الجبهة الوطنية للعدالة الاجتماعية (Radouane Khelif)[13]
- FBG (Front De La Bonne Gouvernance) جبهة الحكم الراشد
- PUNDA (Parti de l'union national et du développement) حزب الإتحاد الوطني من أجل التنمية
- MNND (Mouvement National pour la Nature et le Développement)
- MDC (Mouvement de la démocratie et de la citoyenneté)

### 2013
- UCP (Union pour le changement et le progrès) (Zoubida Assoul) الإتحاد من أجل التغير والرقي
- FADLE (Front Algérien pour le Développement la Liberté et l'égalité) (Tayeb Yennoune) الجبهة الجزائرية للتنمية والحرية والعدالة
- PRD (Parti du renouveau et du développement) (Assyr Taibi) حزب التجديد والتنمية
- PVN (Parti de la Victoire Nationale) (Mahfoud Adoul) حزب النصر الوطني

### 2014
- Coordination nationale pour les libertés et la transition démocratique (Mazafran I et II)
- Alliance nationale pour le changement
- Mouvement Barakat

### 2015
- Talaie El Houriat,  (Reda Benounane) طلائع الحريات

### 2018
- Mouwatana

### 2019
- Badissia novembria [14].
- PVP (Parti Voix du peuple)[15]  ou Sawt Chaâb (Lamine Osmani)[16]
- Tayar Essalem (Mohamed Fouad Benghenissa)[17]

### 2021
- Alliance des nationalistes démocrates (Secrétaire général : Ghazi Benbouzid)[18]
- Mouvement des jeunes algériens (MJA)[19].

## Partis politiques actuels
Conformément à la constitution, le gouvernement algérien doit œuvrer pour la libéralisation de la vie politique, en encourageant notamment la création de nouveaux partis politiques. Plus de quarante partis politiques sont actuellement (2019) en activité dans la vie politique algérienne.

### Centre-gauche (Social-libéral)
- Front de libération nationale : Principal parti politique, véhiculant et se basant sur la légitimité historique issue de la révolution du 1er novembre 1954. Il a fait élire le plus de présidents, de chefs de gouvernement et de ministres que la totalité des autres partis réunis. La ligne principale du parti est l'algérianisme, courant intellectuel nationaliste issu de la lutte pour l'indépendance. Le parti a cependant, et durant la présidence de Bouteflika, dérivé de cette ligne historique en instaurant un régionalisme et un clanisme au haut sommet du parti et de l'État qui ont divisé le parti de l'intérieur et ont vu plusieurs courants et tendances nationalistes s'installer. Une coalition tripartite a aussi été mise en place dans le cadre d'un programme quinquennal initié par le président Bouteflika durant l'élection présidentielle de l'année 2004, durant laquelle la coalition  fait face au candidat libre et ancien chef de gouvernement Ali Benflis.
- Alliance nationale républicaine, fondé par Réda Malek.
- Ahd 54
- Parti national pour la solidarité et le développement

### Gauche

#### Extrême gauche (Communistes)
- Parti des travailleurs : Premier parti fondé et dirigé par une femme en Algérie et dans le monde arabe[réf. nécessaire]. Il a été proche de la sécurité militaire durant la période de polarité présidence-SM en Algérie. Il a notamment apporté son soutien à la réforme scolaire en 2015 en faveur de la francisation de l'école et au retour au système éducatif de l'avant-guerre civile.
- Parti socialiste des travailleurs
- Parti algérien pour la démocratie et le socialisme, Parti des communistes algériens

#### Socialistes
- Front des forces socialistes : Principal parti de gauche, opposant historique du FLN, le parti a toujours milité pour l'application du socialisme pur.
- Rassemblement pour la culture et la démocratie[réf. nécessaire] : Créé le 9 février 1989. Il a longtemps été présidé par Saïd Sadi un des membres fondateurs, réputé proche de la sécurité militaire. Mohcine Belabbas est le nouveau président du RCD depuis le 10 mars 2012. Le RCD se définit comme un parti laïc défendant les libertés individuelles dans le respect de la société.
- Union démocratique et sociale : parti non-agrée de l'état dirigé par Karim Tabou
- Mouvement démocratique et social

### Centre et Droite libérale

#### Centre
- Rassemblement national démocratique : Parti issu du FLN lors de la tragédie nationale durant les élections législatives de 1997. Il permettra d'élire un président en la personne de Liamine Zeroual, ainsi que plusieurs chefs de gouvernement notamment Ahmed Ouyahia. Ahmed Ouyahia fut président du parti avant qu'il ne démissionne en janvier 2013.
- Talai el Hurriyat, présidé par Benflis.
- Union pour le changement et le progrès de Zoubida Assoul
- Front El Moustakbal, présidé par Belaïd.
- Mouvement populaire algérien, séparation de droite du RCD, fondé par Amara Benyounès
- Jil jadid[réf. nécessaire].

#### Droite libérale
- Rassemblement de l'espoir de l'Algérie (TAJ) : principal parti de droite libéral, ayant 4.8% des votes aux élections de 2017. Il est dirigé par Fatma Zohra Zerouati
- Parti du renouveau algérien : Le Parti du Renouveau Algérien est un petit parti politique algérien. Lors des élections de 2002, le PRA a obtenu 0,1 % des voix, et ne compte qu'un seul député à l'Assemblée populaire nationale.
- Mouvement de l'entente nationale : Le Mouvement de l'entente nationale est un parti politique qui joue un rôle mineur dans la vie politique algérienne. Lors des élections de 2002, il a obtenu 0,2 % des voix, et ne compte qu'un parlementaire. En 2007, il a obtenu 1,26 % des voix et compte quatre députés à l'APN.
- Parti national algérien
- Front national algérien : Le Front national algérien est un parti nationaliste conservateur, créé dans les années 1990. Il est présidé par Moussa Touati. Aux élections législatives de 2002, le parti remporte 8 sièges à l'Assemblée populaire nationale (avec 1,6 % des voix), puis 13 sièges aux législatives de 2007 (4,18 %). Lors des législatives de 2012, le parti est en recul avec 2,13 % des voix, remportant ainsi 9 sièges (parmi lesquels trois femmes). Moussa Touati a représenté son parti lors de l'élection présidentielle de 2009, obtenant 2,31 % des voix.

### Droite  islamiste

#### Partis interdits
- Front islamique du salut (FIS) : Parti interdit à la suite des événements de la décennie noire, où il joua un rôle catalyseur dans la violence à l'égard du pouvoir qui était en place. La contre-violence que le pouvoir avait engagée, a conduit à une guerre civile de 10 ans, qui a détruit le pays, son économie et a directement conduit à la mort ou la disparition de 250 000 Algériens.
- Mouvement Rachad : descendant du FIS, mouvement interdit en Algérie et rendu terroriste par le pouvoir en 2021, il regroupe des opposants au régime installés à l'étranger. Parmi eux se trouvent Mohamed Larbi Zitout, et ils possèdent une chaîne de télévision nommée Al Magharibia. Le mouvement est considéré comme proche des islamistes radicaux, même s'il est plus modéré sur des questions sociales que El-Bina ou Djaballah.

#### Partis parlementaires
Surnommés Coca-cola zéro par la population algérienne, ce sont d'abord ceux qui ont voulu faire entendre une voix modérée à l'Islamisme, une voix autre que le FIS, quitte à "adoucir" son image dirons ses opposants. Ils sont des soutiens traditionnels du pouvoir, notamment lors de la fin de la guerre civile, où ils ont été précieux pour faire descendre les derniers terroristes du GIA & de l'AIS encore au Maquis, ainsi que pour la politique de concorde civile et de réconciliation nationale de Bouteflika.
- Mouvement de la société pour la paix : principal parti d'opposition durant les années noires[réf. nécessaire], notamment lors de sa présidence par le défunt Mahfoud Nahnah. Le parti s'est rapproché du pouvoir en plaçant plusieurs ministres, qui aujourd'hui sont accusés de corruption, et cela au détriment de sa ligne stratégique orientée vers le conservatisme, l'arabisation et l'islam politique.
- Mouvement pour la réforme nationale (Harakat El Islah) : Fondé par Abdallah Djaballah, duquel il fut écarté pour ses positions d'opposant au pouvoir. Le parti milite pour la non-révision du Code de la famille algérienne.
- Mouvement de la renaissance islamique (Harakat El Nahda) : Parti islamiste dont la ligne principale et la lutte contre la corruption. Le président et fondateur du parti, Abdallah Djaballah natif de Skikda dans l'est du pays, et fondateur du parti d'El Islah qu'il a quitté en 2002 pour créer le nouveau parti d'El Nahda, après l'aliénation de ce dernier avec le pouvoir en place, il fut écarté par des militants proches des partis au pouvoir. Le parti a perdu la majorité de ses militants durant les élections de 2007 où il a sécurisé trois sièges au Parlement contre les 43 du mandat précédent.

#### FrangeBadissiya-Novemberia
Principaux partis islamistes, soutiens (voir à la solde) du président Abdelmadjid Tebboune depuis 2020 pour évincer les principaux partis gouvernementaux. Ils ont une ligne nationale-islamiste, prônant la lutte contre la corruption, l'islamisme, l'économie mixte, le nationalisme, le mélange entre les idées de Ben Badis et la Révolution, mais aussi l'antisocialisme, la démagogie, une xénophobie déclarée, voire de la misogynie.
- Mouvement El-Bina : Fondé en 2013 par une scission du Mouvement de la société pour la paix, le Mouvement El-Bina est parti politique islamiste et conservateur algérien. Son président Abdelkader Bengrina a été ministre du Tourisme et de l'Artisanat de 1997 à 1999. Le parti devient la 2° plus grande force politique islamiste après le MSP après les élections de 2021.
- Front de la justice et du développement, parti créé officiellement le 10 février 2012 lors d'un congrès constitutif à Alger en présence de plus de six mille délégués nationaux sans compter les sympathisants. Le parti porte une idéologie islamiste réformiste. Le congrès a choisi Abdallah Djaballah comme président du Front pour un mandat de six ans. Lors du congrès du 3 février 2018, Djaballah est reconduit président du mouvement pour un mandat de cinq ans. Il a fait élire 2 députés.

## Partis et mouvements en attente d’agrément ou interdits
- FD (Front démocratique) (Sid Ahmed Ghozali)
- UDS (Union démocratique et sociale) (Karim Tabbou)
- NW (Nidaâ El Watan) (Ali Benouari)
- MJC (Mouvement de la jeunesse et du changement) (Rachid Nekkaz)
- FNAR (Front national pour l’authenticité et le renouveau) (Sadek Temmache)
- PAJC (Parti de l’Algérie pour la justice et la construction) (Abderrahmane Henanou)
- Ansar El Djazaïr (Saïd Morsi)
- Front de la sahwa islamique (Abdelfattah Hamadache)
- FFV (Front des Forces Vives) fondé à Paris en exil par l'ancien officier des services secrets algérien, Mohammed Elias Rahmani, qui se dit dans la lignée des Oulémas algériens et de Abdelhamid Benbadis
- MAK (Mouvement pour l'autodétermination de la Kabylie) de Ferhat Mehenni
- MAM (Mouvement pour l'Autonomie du Mzab) de Kamel Eddine Fekhar

## Partis dissous
- Association populaire pour l'unité et l'action (APUA)
- Front islamique du salut (FIS, 1989-1992)
- Parti national démocratique socialiste (PNDS)